# Gustaf Mellin
För författaren, se Gustaf Henrik Mellin.
Gustaf Henrik Mellin (i riksdagen kallad Mellin i Hälle), född 30 juli 1840 i Högås socken, Göteborgs och Bohus län, död där 23 februari 1919, var en svensk lantbrukare och riksdagsman. 
Mellin var ledamot av andra kammaren, invald i Lane och Stångenäs härads valkrets.